# Zeeridder

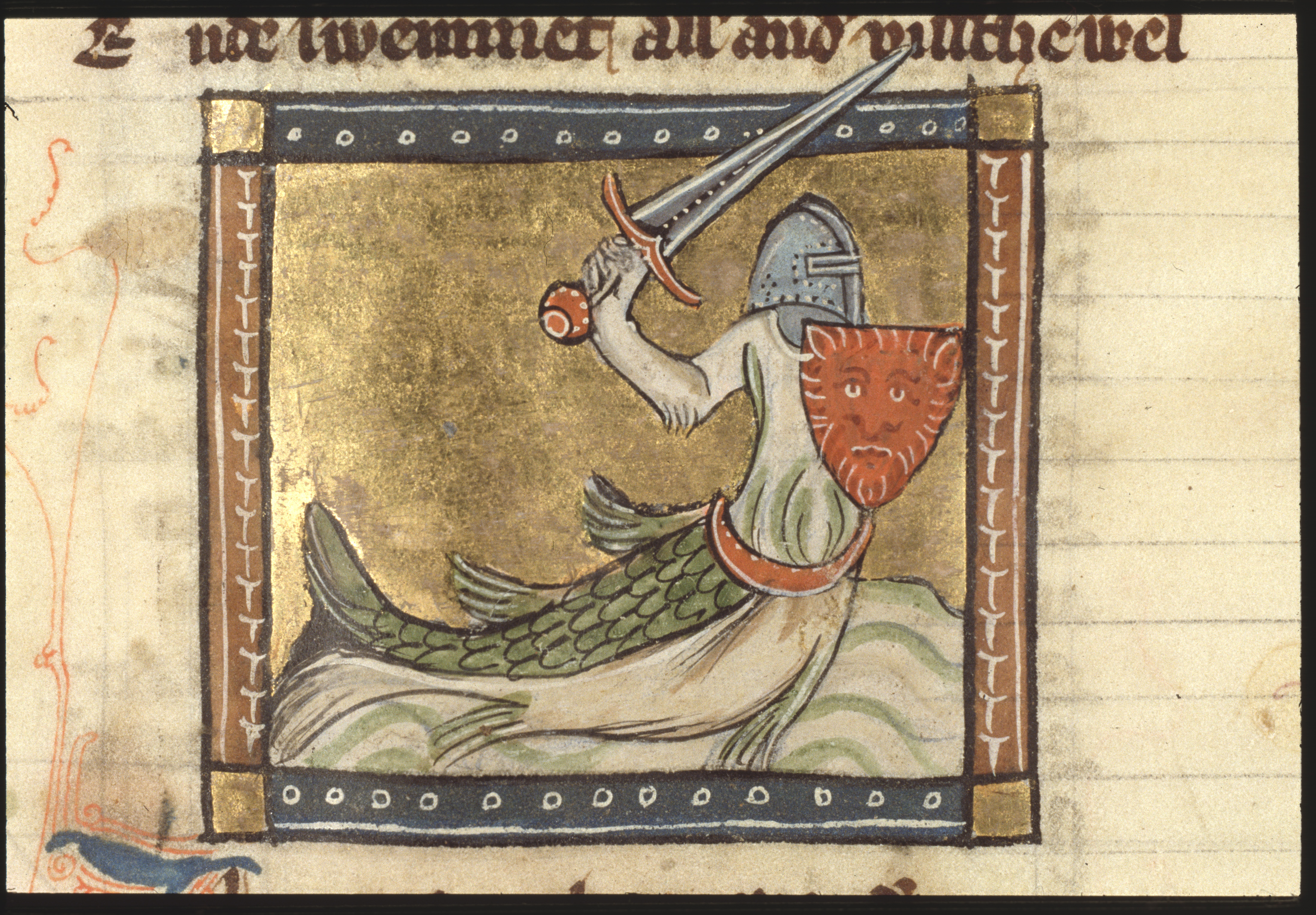
Zitiron, miniatuur uit Der naturen bloeme van Jacob van Maerlant

Een zeeridder of zitiron is een mythisch figuur dat bestaat uit een ridder met helm, schild en zwaard met een vissenlijf en -staart. 

De Vlaamse dichter Jacob van Maerlant beschreef de zeeridder in zijn Der naturen bloeme, de eerste natuurencyclopedie in volkstaal. Volgens van Maerlant kwamen de zeeridders voor in de zee rond Engeland. Van Maerlant in 'Der naturen bloeme' over de zeeridder: 
De zitiron of zeeridder is een wonderbaarlijk monster. Volgens de beschrijving in het 'Liber rerum' ziet hij er aan de voorkant uit als een ridder: op zijn kop draagt hij een helm van harde, ruwe huid, een soort leer of eelt en aan zijn ene zijde hangt een schild, dat lang, hol en tamelijk breed is en waarmee het dier zich kan beschermen tegen slagen en steken. Het schild, dat met sterke pezen aan zijn lichaam is gehecht, is driehoekig en ondoordringbaar. Met zijn in tweeën gespleten handen kan de zeeridder geduchte klappen uitdelen. Dit maakt hem tot een moeilijke prooi. Wanneer hij gevangen wordt en men probeert hem dood te slaan, doet men hem slechts met grote moeite pijn.

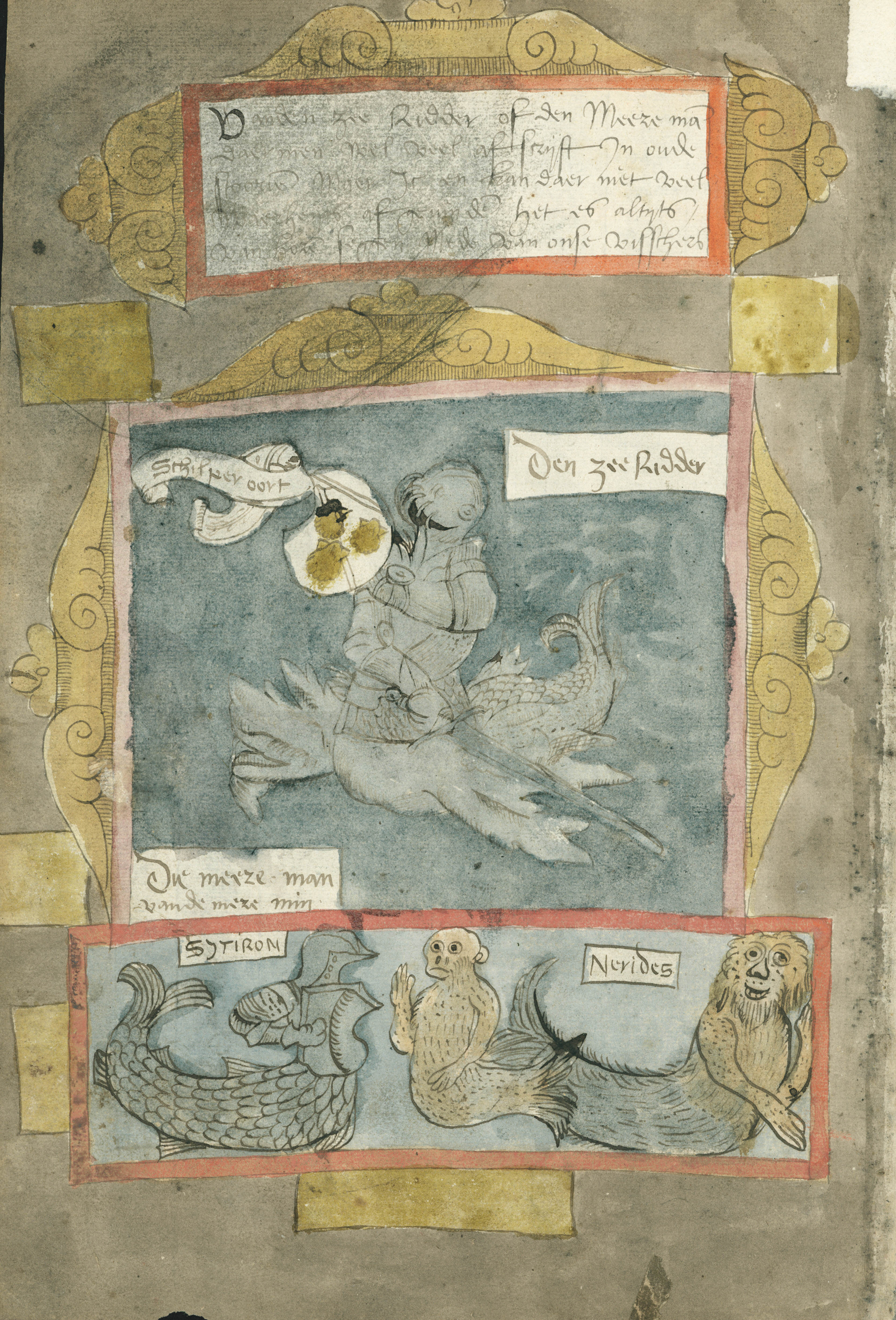
Zeeridder in Adriaen Coenen's Visboeck

Ook de zestiende-eeuwse visser en amateurhistoricus Adriaen Coenen beschreef – naast andere mythische zeewezens als zeemeerminnen, zeemeermannen en platanisten – de zeeridder in zijn Visboeck. Zijn zoon, de kunstschilder Coenraet van Schilperoort tekende zelfs een afbeelding van zijn vader als zeeridder in zijn 'Visboeck'.